# 天堂寨站
天堂寨站，位于中华人民共和国安徽省六安市金寨县天堂寨镇，是沪汉蓉快速客运通道合武铁路段上的高铁站，属于越行站，由上海铁路局管辖。该站为会让及越行站，目前暂不办理客货运业务。